# Britania posromana

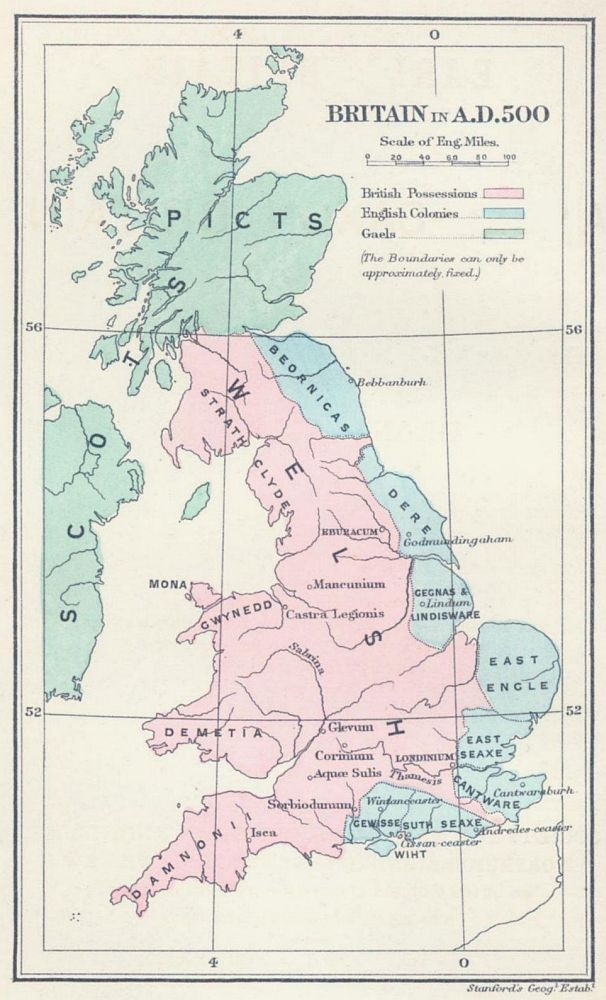
Britania en 500 d. C., después de la victoria del Rey Arturo (probablemente el romano-britano Ambrosio Aureliano) sobre los bárbaros anglosajones en la batalla del Monte Badon.

La Britania posromana se desarrolló durante los siglos V y VI de la historia de Britania, denominándose este periodo como la «Edad Oscura» porque es ciertamente muy poco lo que se sabe de él. Su carácter oscuro es sin embargo verdaderamente crucial en la formación de las naciones británicas, porque es el momento en el que se suceden en pocos años dos hechos radicales: el abandono paulatino de la isla por el decadente Imperio romano de Occidente y la posterior invasión de los anglos, jutos y sajones. El período concluye con una supremacía absoluta de lo anglosajón, un retroceso imparable de lo celta y una desaparición de lo latino. La escasez de fuentes históricas ha servido de acicate para dejar volar la imaginación para estos siglos, escenario temporal del ciclo artúrico.

### Material escrito
Se conserva muy poco material escrito de este período. Sólo hay cuatro fuentes britanas coetáneas: la Confessio de San Patricio; De Excidio Britanniae (Sobre la ruina de Britania) de Gildas; el poema «Y Gododdin» contenido en el Libro de Aneirin del bardo Aneirin (mal llamado Aneurin) y los Gwarchanau (versos cortos) incompletos de Taliesin, otro bardo galés; del que algunos versos se le han atribuido a Myrddyn (después llamado Merlín). La confesión de San Patricio revela aspectos de la Britania que él conoció durante su cautiverio. Es particularmente útil el hincapié que hace en el estado del cristianismo en aquel momento. La obra de Gildas está escrita en un estilo jeremíaco y polémico, con la intención de precaver a los gobernantes de las maldades del pecado, demostrando a través de ejemplos históricos y bíblicos como los malos gobernantes son siempre castigados por Dios, en el caso de Britania a través de la destructiva ira de los invasores sajones. El componente histórico de la Excidio es breve y el material que contiene aparece claramente seleccionado en función de los intereses del autor. No se ofrecen fechas absolutas y algunos de los detalles, como los relativos a los muros de Adriano y Antonino son claramente erróneos. No obstante, Gildas nos refleja cómo percibían su inmediato pasado los monjes que vivían y estudiaban en los reinos anglosajones que resultaron de este oscuro proceso histórico. El Gododin de Aneirin es un poema que relata la batalla de Catraeth (hoy Catterick, Yorkshire) a principios del Siglo VI, del que Aneirin es testigo principal (de hecho es tomado prisionero por los sajones al término de la batalla). El texto relata la derrota galesa y la pérdida del reino britano de Gododdin; está escrito en verso y por su naturaleza épica hay que leerlo con cuidado. Este texto tiene la particularidad de mencionar a muchos personajes que serán parte del ciclo artúrico: Arturo es mencionado como un poderoso guerrero fallecido hace un tiempo, Urien es uno de los señores que va a combatir contra los sajones, y Myrddyn (Merlín) es un gran vate ya fallecido. Taleisin (del que ciertos autores plantean que no sería otro que Myrddyn bajo otro nombre) también es poeta y los versos fragmentarios que nos llegan son de diverso carácter.
Las fuentes continentales, más abundantes, son enormemente problemáticas. La más famosa es el llamado rescripto de Honorio, en el que el emperador de Occidente Honorio comunicó a las civitates britonas que en adelante deberían procurar defenderse por sí mismas. La primera referencia a este rescripto aparece en la obra del historiador bizantino Zósimo, en el siglo VI, en el contexto de una discusión acerca de la situación del sur de Italia. No hay más menciones a Britania en el texto de Zósimo, lo que ha llevado a pensar a algunos investigadores que el rescripto en realidad se refería a Bruttium, es decir, a Calabria, y no a Britania. La Crónica Gala, otro texto de encontradas interpretaciones, nos ofrece información acerca de San Germano y de su visita o visitas a Britania. En la obra de Procopio, otro escritor bizantino del siglo VI, encontramos ciertas referencias a Britania, cuya exactitud está lejos de parecer cierta.
Numerosas fuentes posteriores afirman poder ofrecer información fiable acerca de este período. El primero en intentarlo fue el monje san Beda el Venerable, que escribió a comienzos del siglo VIII. Lo correspondiente al período posromano de su Historia ecclesiastica gentis Anglorum está basado mayormente en Gildas, aunque con el intento añadido de fechar lo que en De Excidio sólo está descrito. Fuentes más tardías, como la historia atribuida a Nennio (Historia Brittonum), la Crónica anglosajona y los Annales Cambriae, aparecen ya fuertemente condicionadas por el mito y sólo pueden ser usadas con la mayor precaución.

### Evidencias arqueológicas
La arqueología ofrece evidencias algo mayores, aunque todavía muy limitadas. El estudio de los enterramientos y cremaciones, y de los ajuares funerarios asociados a ellos, ha contribuido a fortalecer nuestro conocimiento de las identidades culturales de este período. Las excavaciones realizadas en distintos asentamientos han revelado cómo pudieron haber cambiado las estructuras sociales y hasta qué punto la vida en Gran Bretaña continuó inalterada en ciertos aspectos hasta la Alta Edad Media. Las excavaciones en ciudades han sido particularmente importantes a este respecto. Las investigaciones sobre sistemas de cultivo y de arqueología ambiental han contribuido a aclarar los elementos de permanencia y cambio en el mundo agrícola durante este período. La arqueología sin embargo tiene sus límites, especialmente en lo relativo a la datación. La datación por radiocarbono no puede ofrecer una datación lo suficientemente precisa para un período tan breve en términos arqueológicos, pero tan intenso y decisivo desde una perspectiva histórica general. El método apropiado para un período como este es la dendrocronología, pero son muy pocas las piezas de madera adecuadas que se han encontrado. La numismática, tan útil en otros períodos, resulta frustrante en este momento, puesto que no entraron nuevas monedas en circulación desde los primeros años del siglo V.

### Evidencias lingüísticas y toponímicas
El estudio del inglés antiguo o anglosajón, del celta britónico, del celta gaélico y del latín han permitido encontrar evidencias del contacto entre britanos y anglosajones, así como entre los britanos de las tierras bajas y altas. La toponimia nos revela asimismo la lengua de la cultura política y socialmente dominante. El ejemplo más evidente está en la región de Cumbria, extremo noroeste de Inglaterra, que vendría del galés Cymry o Cymru (que significa, literalmente, país de Gales; el idioma galés es Cymraeg y el gentilicio es Cymro).

### Genética
Las investigaciones recientes sobre el cromosoma Y y el ADN mitocondrial de las actuales poblaciones británicas y continentales han arrojado algo de luz acerca de cómo pudieron ocurrir los movimientos de población durante el período posromano. En 2002, investigadores del University College London señalaron que pudo haber realmente una migración en gran escala de anglosajones en la Inglaterra central y oriental. Un estudio más completo del mismo centro se ha inclinado más bien hacia una migración anglo-sajona sustancialmente menor de la que inicialmente se había pensado, y también ofrece evidencia de que el componente genético pre-anglosajón está presente en todas las zonas de las islas británicas. Este estudio resulta todavía más sorprendente por la posibilidad que ofrece de la presencia antes del siglo V de significativas poblaciones genéticamente emparentadas con los anglosajones en un área del Gales central.

## El final de la Britania romana
Uno de los grandes retos de la historiografía del final de la Britania romana ha sido su datación exacta. Las fechas propuestas son varias: el final de la acuñación de moneda en 402, la rebelión del usurpador Constantino III en 407, la rebelión mencionada por Zósimo en 409 o el supuesto rescripto de Honorio de 410. A pesar de los ríos de tinta que ha hecho correr el intento de encontrar una fecha en la que Roma abandonó de forma efectiva Britania, no deberíamos considerar esta cuestión en los términos de una moderna descolonización. La fecha del fin de la Britania romana es una cuestión compleja, y el proceso exacto probablemente permanezca oculto.
Hay una cierta controversia acerca de por qué terminó el dominio romano sobre Britania. Según la interpretación clásica, sostenida entre otros por Mommsen, Roma abandonó Britania. La inestabilidad interna del Imperio y la necesidad de retirar tropas para frenar el avance bárbaro fueron las principales razones argumentadas para este abandono. De este modo, fue el colapso del sistema imperial lo que abocó el final de la Britania romana. Sin embargo, otros historiadores como Michael Jones han defendido tesis alternativas en las que más que Roma abandonó Britania, habría que decir que fue Britania la que abandonó Roma. Britania fue foco de numerosos intentos de usurpación imperial a finales del siglo IV y comienzos del V, y el flujo de dinero hacia la isla parece que se secó a comienzos del siglo V, significando esto que no pudo pagarse de forma regular a administradores y tropas. Todo esto lleva a pensar que Britania entró en un período de rebeldía generalizada contra el centro imperial. Ambos argumentos son susceptibles de crítica, si bien todavía no contamos con más investigaciones que puedan aportar más a nuestro entendimiento del por qué acabó la Britania romana.
Recientemente se está considerando la posibilidad de que hacia finales del siglo V un rey o ducatur romano-britano -que algunos identifican en Aurelius Ambrosianus- pueda haber derrotado (alrededor de 495 o 503) momentáneamente a los invasores anglosajones en la batalla de Mons Badon (cerca de Bath) y haber dado origen a la leyenda del Rey Arturo. Este período coincide con el regreso de la imperialidad romana en los tiempos de Justiniano y termina con la terrible Plaga de Justiniano, que despobló el mundo mediterráneo alrededor de 540. En esos años los anglosajones lograron conquistar los pocos territorios que quedaban en manos de los últimos britanos romanizados (enormemente golpeados por la plaga y la reducción de natalidad sucesiva) y a partir del año 550 desaparecieron todas las evidencias de una continuación de la civilización romana en Britannia.

## La migración anglosajona

### La explicación tradicional
Tradicionalmente, se ha sostenido que los anglosajones migraron a Britania en gran número durante los siglos V y VI, desplazando de manera sustancial a la población britana. El anglosajonista Frank Stenton, aunque admitiendo una considerable presencia reminiscente britana, esencialmente asumió esta interpretación, argumentando que la mayor parte del sur de Inglaterra fue invadida en la primera fase de la guerra. Esta interpretación está basada en las fuentes escritas, particularmente en Gildas, pero también en fuentes posteriores, que describieron la llegada de los anglosajones como un hecho sustancialmente violento. La toponimia y la lingüística han ofrecido apoyo a esta interpretación, puesto que es muy escasa la toponimia britana existente en la parte oriental de la isla y fueron muy pocas las palabras britanas que entraron en el anglosajón o inglés antiguo. Esta interpretación fue acogida muy favorablemente por los primeros historiadores ingleses, que querían fortalecer su idea de una Inglaterra que se desarrolló de forma diferente a la Europa continental, con una monarquía limitada y un pueblo amante de la libertad. De acuerdo con esta interpretación, la peculiaridad inglesa proviene de la masiva invasión anglosajona. La visión tradicional es aún sostenida por algunos historiadores; en 2002 Lawrence James escribió que Inglaterra fue sumergida por una corriente anglosajona que desplazó completamente lo romano-britano.

### Interpretaciones recientes
Esta interpretación tradicional ha sido considerablemente criticada. En el centro de la argumentación está la revisión del número de anglosajones que llegaron a Britania durante este período. Se piensa que la invasión no fue tan masiva como tradicionalmente se ha pensado y que es altamente improbable que la población britana fuese sustancialmente desplazada por los anglosajones. La toponimia y la lingüística pueden ser explicadas porque los anglosajones eran política y socialmente dominantes en el sur y el este de Britania, de modo que su lengua y cultura se convirtió en dominante. Hay algunas evidencias arqueológicas de que anglosajones y britanos vivieron en los mismos lugares. Por ejemplo, en el cementerio de Wasperton, en Warwickshire, es posible ver cómo una familia fue adoptando la cultura anglosajona a lo largo de un largo período.

## El destino de los britano-romanos

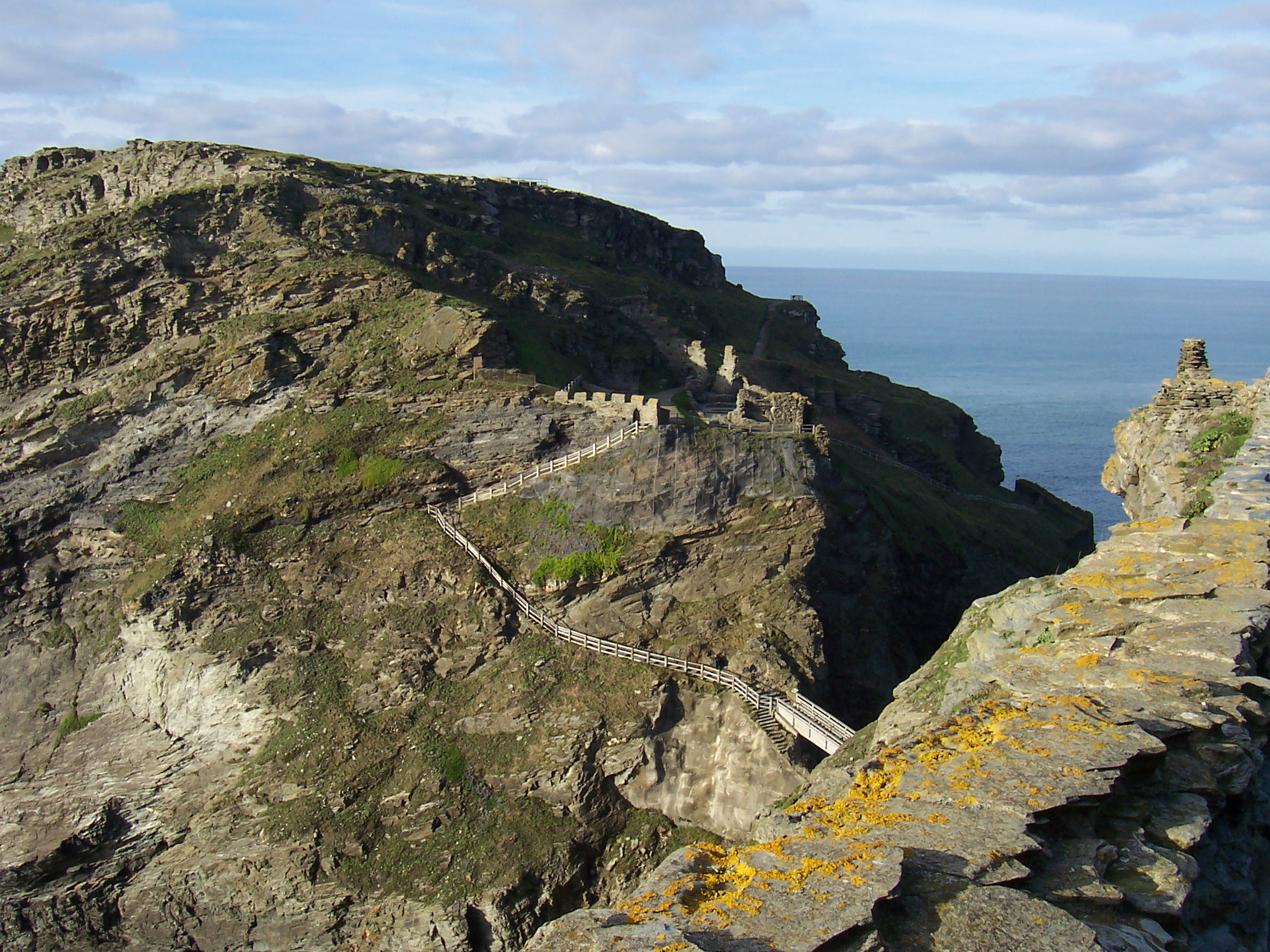
Ruinas del castillo de Tintagel.

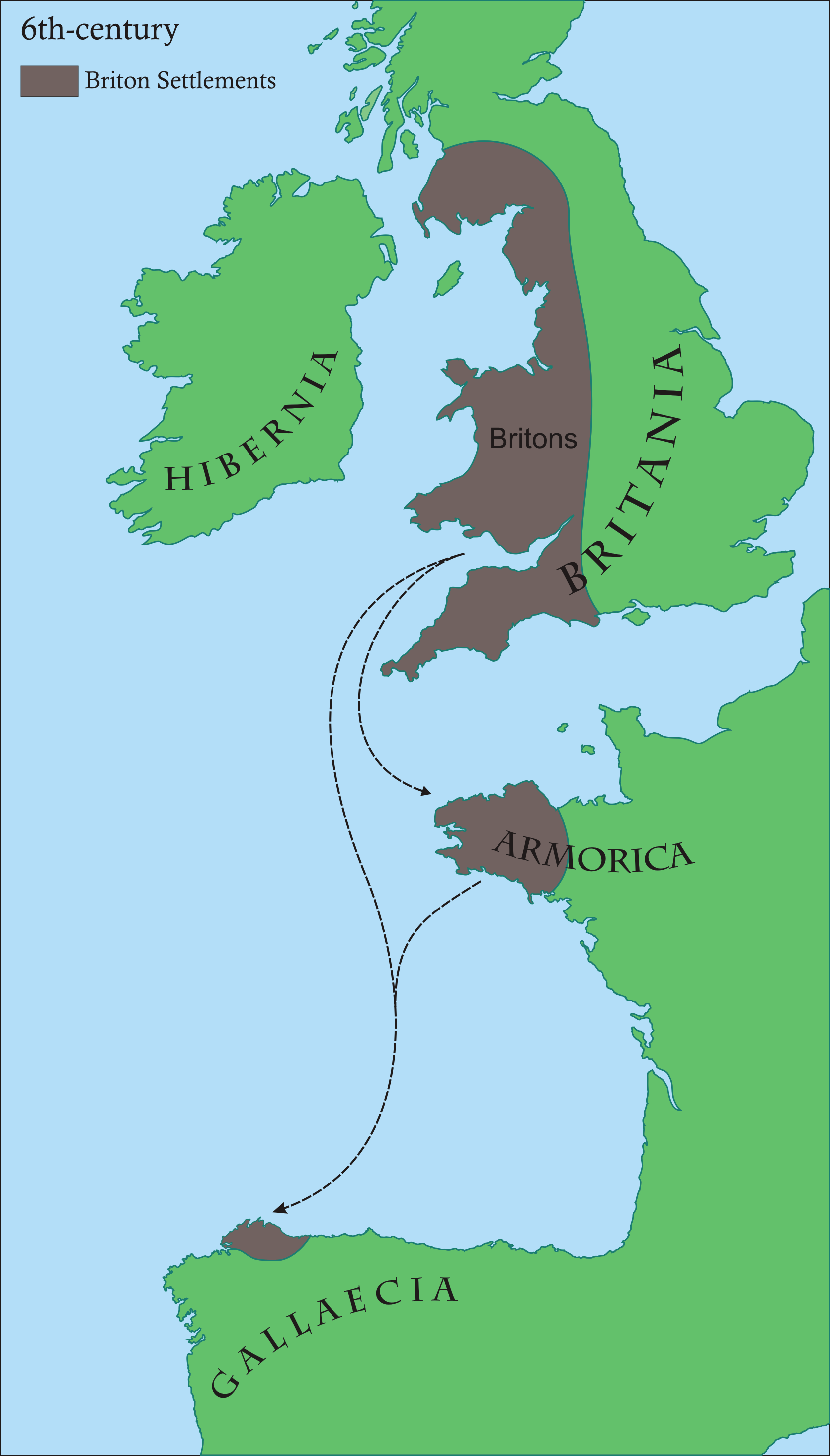
Mapa de asentamientos britanos del siglo VI.

Otra cuestión difícil de resolver es el destino de la población britano-romana después del dominio romano. Algunos claramente adoptaron la cultura anglosajona y acabaron identificándose a sí mismos como anglosajones. Otros pudieron haber vivido en comunidades separadas bajo el dominio anglosajón. Las leyes del rey Ethelberto de Kent, probablemente escritas a comienzos del siglo VII, hacen referencia a una infraclase legal conocida como laets, a los que podríamos identificar con comunidades britano-romanas o «latins». Más clara es la referencia a los wealh, una infraclase britana objeto de legislación por el código de Ine de Wessex, compuesto a finales del siglo VII o comienzos del VIII.
Sin embargo, la naturaleza violenta del período no debería ser obviada, y es bastante probable que este período estuviese dominado por tensiones endémicas, a las que se hace alusión en todas las fuentes escritas. Esta situación pudo contribuir grandemente a una mortalidad considerable de la población romano-britana. Las epidemias, conocidas también por las referencias escritas, contribuyeron probablemente a incrementos de mortalidad, aunque no sabemos hasta qué punto pudo llegar a afectar desigualmente a britanos y anglosajones.
También está claro que algunos britanos emigraron al continente, de lo que resultó que la Armórica gala fuese conocida como Bretaña. Hay también evidencia de migraciones britanas a la Galaecia hispana. La datación de estas migraciones es incierta, pero estudios recientes sugieren que las migraciones desde el sudoeste de Britania a Bretaña comenzaron ya a comienzos del siglo IV, culminaron a partir del año 500 y concluyeron mayormente a principios del siglo VII. Estos pobladores no parece que fuesen propiamente refugiados, puesto que empezaron a migrar antes de las invasiones germanas, e hicieron sentir su presencia en la toponimia de las más occidentales provincias atlánticas de Armórica, Cornualles y Domnonea. Sin embargo hay claras evidencias lingüísticas de contactos estrechos entre el sudoeste de Britania y Bretaña a lo largo de los primeros seis siglos d. C.
En Galaecia, una zona igualmente de fuerte sustrato celta, hubo una inmigración britana en la zona de Mondoñedo. Precisamente la sede episcopal de dicho nombre es la heredera directa de la sede conocida como Britonia o Bretoña, que fue el obispado britano durante el reinado suevo. Finalmente estas poblaciones, como las celtas galaicas, perdieron su idioma propio y se latinizaron.
Durante el período posromano, no sólo se crearon los reinos anglosajones. En el oeste de la isla se crearon unos reinos celtas, de los que tenemos noticias en Gildas. La organización de estos reinos pudo estar fundamentada en las estructuras romanas, aunque es más segura la influencia de Irlanda, que nunca fue parte del imperio romano. La arqueología ha ayudado a fortalecer nuestro conocimiento de estos reinos, especialmente en yacimientos como el de Tintagel o el del oppidum de South Cadbury. En el norte de los reinos anglosajones se desarrollaron los reinos britanos de Rheged, Strathclyde, Elmet y Gododdin. Se han registrado reparaciones en el muro de Adriano durante los siglos V y VI. Hallazgos casuales en ciudades como Wroxeter y Caerwent han contribuido a documentar la ocupación continuada de ciudades romanas. Este uso urbano continuado pudo estar asociado a la estructura eclesiástica.
El oeste de Gran Bretaña en este período ha atraído a aquellos que desean caracterizar al rey Arturo como una figura histórica. Aunque hay poca evidencia escrita de los autores coetáneos aparte del historiador del siglo VIII, Nennio, los restos arqueológicos sugieren la posibilidad de que un rey britano-romano (probablemente Aurelius Ambrosianus) pudo haber ejercido un considerable poder durante el período posromano, como demuestra la fundación de sitios como Tintagel o como la línea defensiva de Wansdyke. Este tipo de interpretaciones pueden continuar atrayendo la imaginación popular, tanto como algún escepticismo académico generalizado.

## Cambios ambientales
Hay pruebas de que se produjo un cambio climático en el siglo V: las condiciones climatológicas se volvieron más frías y húmedas, y pudieron ser inapropiadas para el cultivo cerealístico en algunas tierras altas. La dendrocronología revela un evento climático particular en el año 540. Michael Jones sugiere que el declive de una producción agrícola que había alcanzado altos niveles de explotación tuvo que tener considerables consecuencias demográficas.